# Момир Кецман
Момир Кецман (Крња Јела, 10. децембар 1941) бивши је југословенски и српски рвач, тренер, судија и спортски радник.

## Биографија
Рођен је 10. децембра 1941. године у селу Крња Јела. Имао је тешко детињство, одрастао је по домовима за ратну сирочад и студентским интернатима. Отац му је погинуо у партизанима, а мајка умрла 1943. године. Средњуелектротехничку школу завршио је у Бањој Луци, а Електротехнички факултет у Београду (1964). Током школовања бавио се разним спортовима, између осталог гимнастиком, џудом, дизањем тегова и фудбалом, а као студент и рвањем грчко-римским стилом у београдском Рвачком клубу „Раднички“ из Београда. Репрезентативац СФРЈ постао је 1969. и исте године освојио је сребрну медаљу на свом првом великом такмичењу, Европском првенству у Модени, у категорији до 74 кг. Наредне године освојио је сребрну медаљу на Европском првенству у Берлину, а на Свјетском првенству у Едмонтону (Канада) појединачно је био четврти, док је репрезентација СФРЈ екипно била друга. Године 1971. освојио је сребрне медаље на Медитеранским играма у Измиру (1971) и на Европском првенству у Софији (1971). На Олимпијским играма у Минхену (1972) заузео је пето мјесто. Репрезентативну каријеру завршио је 1973, освајањем четвртог мјеста на Свјетском првенству у Техерану. Освојио је пет узастопних титула првака СФРЈ (1969–1973), а са клубом „Раднички”, Београд, и титулу екипног првака СФРЈ (1973). За „Раднички“ је наступао до 1982, али је већ од 1973. упоредо радио и као тренер у матичном клубу. Осим такмичарске и тренерске каријере, стекао је звање међународног судије прве категорије. Био је члан Предсједништва Спортског друштва „Раднички“, Београд (1973–2003), члан Предсједништва СОФК-а Србије (1974–1978), члан Стручне комисије Свјетске рвачке федерације (1978–1982), члан Предсједништва (1978–1986) и предсједник (1990–1993) Рвачког савеза Југославије, члан Предсједништва Олимпијског комитета СРЈ (1990–1998), предсједник Рвачког клуба „Раднички“ (1990–2001), предсједник Скупштине Рвачког савеза СЦГ, потом Србије (2004–2011). Добитник је: Октобарске награде Београда (1971), Ордена заслуга за народ СФРЈ (1973), Ордена Немање III реда (2000), Златне значке Свјетске рвачке федерације (1973), Националног признања Владе Републике Србије (2007), Награде Спортског савеза Србије за животно дјело и др. Основао је два рвачка клуба у Републици Српској (у Бањој Луци и Дринићу) и један у ФБиХ (у Босанском Петровцу).